# Hatred, Passions and Infidelity
Albums de Diamond D
Stunts, Blunts and Hip Hop
(1992) Grown Man Talk
(2003)
Singles
1. The Hiatus
Sortie : 1997
2. J.D.'s Revenge
Sortie : 1997

Hatred, Passions and Infidelity est le deuxième album studio de Diamond D, sorti le 26 août 1997.
Cet opus a été publié cinq ans après Stunts, Blunts and Hip Hop. Entretemps, le rappeur a dû faire face à une bataille juridique l'opposant au label PWL America Records, et a fait des productions pour un certain nombre d'artistes parmi lesquels Brand Nubian, Cypress Hill, Fat Joe, les Fugees, House of Pain, KRS-One, Lord Finesse, Tha Alkaholiks, The Pharcyde, Illegal et Xzibit.
L'album s'est classé 31e au Heatseekers et 40e au Top R&B/Hip-Hop Albums.

## Liste des titres
| No  | Titre                                                                                    | Contient un (des) sample(s) de | Durée |
| --- | ---------------------------------------------------------------------------------------- | --- | ----- |
| 1.  | Intro (featuring Kid Capri – Produit par Diamond D)                                      | | 1:27  |
| 2.  | Flowin' (featuring John Dough – Produit par Diamond D)                                   | Piktor's Metamorphosis de David Sancious & Tone Why Can't People Be Colors Too? des Whatnauts | 2:50  |
| 3.  | MC Is My Ambition (featuring Don Baron – Produit par Diamond D)                          | Fourth Movement: Passacaglia de Yusef Lateef Bam Bam de Sister Nancy The Warnings (Part I) de David Axelrod Both Ends Against the Middle de Richard « Popcorn » Wylie All This Ambition de Foxy Brown | 4:03  |
| 4.  | No Wundah (The Projects) (Produit par Diamond D)                                         | A Whole Lot of Love de Dennis Coffey Stakes Is High de De La Soul | 3:50  |
| 5.  | The Hiatus (Produit par Diamond D)                                                       | Studewood des Jazz Crusaders | 3:47  |
| 6.  | J.D.'s Revenge (featuring John Dough et Gina Thompson – Produit par Sha-Eaze)            | (You're Puttin') a Rush on Me de Stephanie Mills | 3:40  |
| 7.  | Painz & Strife (featuring Pete Rock et Phife Dawg – Produit par Diamond D)               | Pneumonia de Kool & the Gang Risin' to the Top de Keni Burke | 3:08  |
| 8.  | Can't Keep My Grants to Myself (featuring Mark-Lo et Paradise – Produit par Diamond D)   | Can't Keep My Hands to Myself de T.S. Monk | 3:28  |
| 9.  | 5 Fingas of Death (featuring AG, Big L, Fat Joe et Lord Finesse – Produit par Kid Capri) | A Diamond Love de Georges Garvarentz Put It On de Big L featuring Kid Capri | 4:53  |
| 10. | This One (featuring Busta Rhymes – Produit par Diamond D)                                | Procession de Bobby Hutcherson | 4:01  |
| 11. | Never (featuring K. Terroribul et Sadat X – Produit par Diamond D)                       | Never Give You Up de Jerry Butler I've Got Some Grass de David Peel & the Lower East Side | 4:27  |
| 12. | Cream N Sunshine (featuring Veronica Vasquez – Produit par Diamond D)                    | Moonchild de Rick James | 3:50  |
| 13. | Gather Round (Produit par Diamond D)                                                     | Give Me a Happy Day de Heart Get Outta My Life Woman de The New Apocalypse Bring It Up (Hipster's Avenue) de James Brown                                                                              | 3:20  |
| 14. | K.T. (featuring K. Terroribul – Produit par Diamond D)                                   | | 0:55  |
| 15. | On Stage (featuring John Dough et K. Terroribul – Produit par Buckwild)                  | | 4:16  |
| 16. | Epilogue (Produit par Diamond D)                                                         | Odds Against Tomorrow du Modern Jazz Quartet Both Ends Against the Middle de Richard « Popcorn » Wylie                                                                                                | 5:02  |